# 理查·菲尔德
理查德·菲尔德（英語：Richard D. Field，1943年4月13日—），是佛罗里达大学物理学名譽教授。 他因对高能粒子加速器粒子产生现象学的贡献而闻名。

## 教育和个人生活
菲尔德出生于加利福尼亚州帕萨迪纳，是女演员玛格丽特·菲尔德和陆军军官理查德·德莱登·菲尔德的儿子。他是演员/特技演员Jock Mahoney的继子。他的妹妹是获得奥斯卡金像奖的女演员莎莉菲尔德。理查德·菲尔德获得了加州大学伯克利分校的物理学学士学位，获得了体操奖学金， 并于 1971 年在约翰·大卫·杰克逊 ( John David Jackson) 的指导下继续攻读博士学位。

## 研究
1971年起在布鲁克海文国家实验室从事博士后工作。 1973 年，他移居加州理工学院，与诺贝尔奖获得者理查·费曼一起工作。正是在那里，他完成了他被引用最多的工作，产生了“Field-Feynman”蒙特卡洛，用于比较不同粒子加速器环境中夸克和胶子分裂产生的可观察粒子的产生。这项工作中的两篇论文每篇都被引用超过 1000 次，至今仍被引用。 
在此期间，他担任计算机科学家/物理学家Stephen Wolfram的博士论文导师，Stephen Wolfram 是Wolfram Research的首席执行官，在他的学生时代被认为是物理学神童。 1981 年，菲尔德以教授的身份移居佛罗里达大学，后来成为名誉教授。

## 荣誉
1987年他因「對量子色動力學理論於夸克和膠子至強子對撞之間的應用、以及發展部分子裂變的概念」而當選美國物理學會院士。 